# Till the World Ends
„Till the World Ends” este un cântec al interpretei americane Britney Spears realizat pentru cel de-al șaptelea material discografic al acesteia, Femme Fatale (2011). Textierii acestei piesei au fost Kesha Sebert, Lukasz "Dr. Luke" Gottwald, Alexander Kronlund și Max Martin. Gottwald, Martin și Billboard au contribuit la producție iar Emily Wright a manevrat producția vocală. „Till the World Ends” este un cântec uptempo dance-pop și electropop cu un beat electro. Începe cu sunetele unor sirene și deține elemente ale muzicii trance și Eurodance. Piesa conține un refren ce seamănă cu o melodie liturgică iar din punct de vedere al versurilor, Spears cântă despre a dansa pâna la Furtună. „Till the World Ends” a primit comparații cu hiturile din trecut ale Keshei și ale lui Enrique Iglesias. Unii critici de specialitate au apreciat melodia atrăgătoare a piesei.
„Till the World Ends” a avut parte de diferite remixuri, în special Femme Fatale Remix, realizat în colaborare cu rapperița Nicki Minaj și Kesha. Remixul a fost lansat la 25 aprilie 2011 și aduce în plus un vers rap de Minaj la început, secvențe vocale cu Kesha și un breakdown dubstep. Femme Fatale Remix a primit recenzii pozitive din partea criticilor, majoritatea complimentând diversitatea grupului și secvența rap a lui Minaj. 
„Till the World Ends” a dobândit un succes internațional, devenind un șlagăr de top 10 în Australia, Franța, Noua Zeelandă, Suedia și Elveția. Femme Fatale Remix a propulsat discul single în top 5 în clasamentele Canadian Hot 100 și Billboard Hot 100. 
Un videoclip muzical a fost lansat la 6 aprilie 2011. Acesta o prezintă pe Spears în timpul unei petreceri dance subterane stabilite pe 21 decembrie 2012. Criticii au notat similarități ale videoclipului cu cel al cântecului „I'm a Slave 4 U” (2001) și au oferit recenzii pozitive acestuia. Un alt videoclip ce conține doar coregrafia piesei a fost lansat la 15 aprilie 2011. Videoclipul a fost nominalizat la două categorii la ediția din 2011 a MTV Video Music Awards și a câștigat premiul MTV Video Music Award pentru cel mai bun videoclip pop. Spears a cântat „Till the World Ends” la emisiunile Good Morning America și Jimmy Kimmel Live!, precum și la ediția din 2011 a premiilor muzicale Billboard împreună cu Minaj. Solista a interpretat piesa ca bis în turneele Femme Fatale Tour (2011) și Britney: Piece of Me (2013-2017). 

## Informații generale
„Nu am fost niciodată mai mândră de orice în cariera mea... Chiar mă consolează pe mine, ca textieră, pentru că asta mă consider în primul rând, în lumea muzicii pop. Este într-adevăr foarte, foarte entuziasmant pentru mine să o aud [pe Britney] cântând. Când aud un cântec de-al meu la radio trebuie să îl închid sau să schimb stația radio sau orice. Când aud piesa asta, scot difuzoarele afară și le ordonez tuturor să danseze”. 
„Till the World Ends” a fost compus și produs de Dr. Luke și Max Martin, cu compoziția suplimentară realizată de artiștii americani Kesha și Alexander Kronlund și producția suplimentară realizată de Billboard. Într-un interviu pentru revista Spin pe 11 februarie 2011, Kesha a anunțat că a contribuit la compoziția piesei cu Luke și Martin pentru Femme Fatale. Aceasta a explicat că a fost inspirată de ea însăși, imaginându-și că „Spears și altă cântăreață cântă într-un turneu în jurul lumii. Când ieși în oraș și ai o noapte uimitoare, magică, și nu vrei să mergi să dormi, vrei să dureze până la sfârștiul lumii”. Pe 2 martie 2011, coperta discului single a fost postată pe Deezer.com, prezentând-o pe Spears stând pe o canapea în timp ce poartă un pulover și tocuri. Aceasta a fost urmată de o secvență de 30 de secunde a cântecului ce a apărut pe Amazon.de. „Till the World Ends” a apărut în mod ilegal pe internet la 3 martie 2011, fapt ce a determinat-o pe Spears să posteze câteva ore mai târziu pe contul ei de Twitter „Se pare că pisica a ieșit din geantă...”. Premiera oficială a piesei a avut loc la emisiunea radio On Air with Ryan Seacrest, pe 4 martie 2011, la ora 10:00 EST (15:00 UTC). „Till the World Ends” a fost lansat pe iTunes în aceeași zi, cu câteva zile mai devreme decât fusese stabilit inițial. În urma anunțului, Kesha a declarat la MTV News că „Mă consider o textieră înainte și mai presus de orice altceva, așa că este o onoare pentru mine să compun pentru una dintre cele mai mari cântărețe de muzică pop”. În timpul unui interviu cu Seacrest, Spears a descris piesa „distractivă. Îmi place. E o energie bună. [...] iubesc piesele care îți oferă o stare de spirit bună [...]”.

## Structura muzicală și versurile
Till the World Ends” este un cântec uptempo dance-pop și electropopce conține un beat electro și elemente ale muzicii trance și Eurodance. Piesa începe cu sunetul unor sirene și o linie de bas „sfârâitoare”. În refren, cântecul încetinește în timp ce Spears cântă „I can't take it take it take no more / Never felt like felt like this before / Come on get me get me on the floor / DJ what you what you waiting for?”. Această strofă a fost comparată de Scott Shettler de la AOL cu „repetiția rapidă a cuvintelor” a Keshei.
Gerrick Kennedy de la Los Angeles Times a considerat că, la fel ca în single-ul ei anterior, „Hold It Against Me”, „Atenția principală a lui Spears cu noile ei single-uri pare să se îndrepte în păstrarea ringului de dans cu corpuri transpirate”. Jason Lipshutz de la Billboard a spus că piesa reamintește de hiturile artistului american Taio Cruz, artistul suedez Robyn și artistul spaniol Enrique Iglesias. Allison Stewart de la The Washington Post a considerat că „Till the World Ends” este comparabil cu piesa lui Iglesias, „Tonight (I'm Lovin' You)” (2010). Sal Cinquemani de la Slant Magazine și un recenzent de la Popjustice au comparat cântecul cu cel al Keshei, „Blow” (2011). Potrivit unei partituri publicate pe Musicnotes.com by Kobalt Music Publishing Inc, „Till the World Ends”, are un beat dance moderat cu 132 de bătăi pe minut. Este compus în cheia Do minor iar vocea lui Spears variază de la Bb3 la C5. Din punct de vedere al versurilor, cântecul este despre a dansa până la sfârșitul lumii.

## Lista pieselor
| - CD single francez 1. "Till the World Ends" (Album Version) — 3:57 2. "Till the World Ends" (The Femme Fatale Remix) [în colaborare cu Nicki Minaj și Kesha] — 4:44 - CD single german 1. "Till the World Ends" (Album Version) — 3:57 2. "Till the World Ends" (Instrumental Version) — 3:57 - Descărcare digitală 1. "Till the World Ends" — 3:58 - Descărcare digitală (The Femme Fatale Remix) 1. "Till the World Ends" (The Femme Fatale Remix) [în colaborare cu Nicki Minaj și Kesha] — 4:44 - Descărcare digitală (Culture Shock Remix) 1. "Till the World Ends" (Culture Shock Remix) — 4:02 - Descărcare digitală (Twister Remix) 1. "Till the World Ends" (Twister Remix) — 4:19 - Descărcare digitală (EP) 1. "Till the World Ends" (Album Version) — 3:58 2. "Till the World Ends" (Instrumental Version) — 3:58 3. "Till the World Ends" (Billionaire Extended Remix) — 5:20 4. "Till the World Ends" (Video) — 3:55 | - Descărcare digitală (The Femme Fatale Four Pack) 1. "Till the World Ends" (The Femme Fatale Remix) [în colaborare cu Nicki Minaj și Kesha] — 4:44 2. "Till the World Ends" (Culture Shock Remix) — 4:02 3. "Dance Till the World Ends" (Video) — 3:52 4. "Till the World Ends" (Culture Shock Remix) [Video] — 3:59 - Descărcare digitală (Remixurile) 1. "Till the World Ends" — 3:58 2. "Till the World Ends" (Bloody Beetroots Extended Remix) — 4:06 3. "Till the World Ends" (White Sea Extended Club Remix) — 4:50 4. "Till the World Ends" (Kik Klap Radio Remix) — 3:41 5. "Till the World Ends" (Alex Suarez Radio Remix) — 3:56 6. "Till the World Ends" (Friscia and Lamboy Club Remix) — 9:57 7. "Till the World Ends" (Varsity Team Radio Remix) — 4:15 8. "Till the World Ends" (Karmatronic Extended Club Remix) — 6:47 - Descărcare digitală (Remixurile din Regatul Unit) 1. "Till the World Ends" — 3:58 2. "Till the World Ends" (Gareth Wyn Remix) — 6:25 3. "Till the World Ends" (Olli Collins + Fred Portelli Remix) — 6:01 4. "Till the World Ends" (Billionaire Extended Remix) — 5:20 5. "Till the World Ends" (Billionaire Radio Remix) — 2:58 |

## Acreditări și personal
| - Britney Spears – voce principală - Dr. Luke – Textier, producător, instrumente, programare și voce de fundal - Alexander Kronlund – textier, instrumente și programare - R. Kelly - voce de fundal și voce principală - Max Martin – songwriter, producer, instruments, programming and background vocals - Kesha Sebert – textieră/voce de fundal și voce principală - Billboard – producător, instrumente și programare - Serban Ghenea – mixare audio - Emily Wright – inginer de sunet și producție vocală - Sam Holland – inginer de sunet și producție vocală | - Nicki Minaj – textieră, voce principală și voce de fundal - Aniela Gottwald – asistent inginer de sunet - John Hanes – inginer de mixaj - Tim Roberts – asistent inginer de mixaj - Stacey Barnett – voce de fundal - Bonnie McKee – voce de fundal și voce principală - Patrizia Rogosch – voce de fundal - Tom Coyne – masterizare |

Acreditări adaptate de pe broșura albumului Femme Fatale.

## Certificări
| \| Țara \| Vânzări/ puncte \| Certificare \| Referințe \| \| --------------------------------- \| --------------- \| ----------- \| --------- \| \| Australia (ARIA) \| +140,000 \| \| [25] \| \| Belgia (BEA) \| +15,000 \| \| [26] \| \| Danemarca (IFPI Danemarca) \| +15,000 \| \| [27] \| \| Elveția (IFPI Elveția) \| +15,000 \| \| [28] \| \| Italia (FIMI) \| +30,000 \| \| [29] \| \| Mexic (AMPROFON) \| +30,000 \| \| [30] \| \| Noua Zeelandă (RIANZ) \| +7,500 \| \| [31] \| \| Suedia (GLF) \| +120,000 \| \| [32] \| \| Regatul Unit (BPI) \| +200,000 \| \| [33] \| \| Statele Unite ale Americii (RIAA) \| +3,010,000 \| \| [34] \| | Note - reprezintă „disc de argint”; - reprezintă „disc de aur”; - reprezintă „triplu disc de platină”; |             |           |
| Țara | Vânzări/ puncte                                                                                        | Certificare | Referințe |
| Australia (ARIA) | +140,000                                                                                               |             | [ 25 ]    |
| Belgia (BEA) | +15,000                                                                                                |             | [ 26 ]    |
| Danemarca (IFPI Danemarca) | +15,000                                                                                                |             | [ 27 ]    |
| Elveția (IFPI Elveția) | +15,000                                                                                                |             | [ 28 ]    |
| Italia (FIMI) | +30,000                                                                                                |             | [ 29 ]    |
| Mexic (AMPROFON) | +30,000                                                                                                |             | [ 30 ]    |
| Noua Zeelandă (RIANZ) | +7,500                                                                                                 |             | [ 31 ]    |
| Suedia (GLF) | +120,000                                                                                               |             | [ 32 ]    |
| Regatul Unit (BPI) | +200,000                                                                                               |             | [ 33 ]    |
| Statele Unite ale Americii (RIAA) | +3,010,000                                                                                             |             | [ 34 ]    |

## Datele lansărilor
| Țară                       | Dată            | Format                                   | Casă de discuri          |
| -------------------------- | --------------- | ---------------------------------------- | ------------------------ |
| Germania                   | 4 martie 2011   | Descărcare digitală                      | Sony Music Entertainment |
| Regatul Unit               | 4 martie 2011   | Descărcare digitală                      | RCA Records              |
| Statele Unite ale Americii | 4 martie 2011   | Descărcare digitală                      | Jive Records             |
| Statele Unite ale Americii | 7 martie 2011   | Difuzare radio                           | Jive Records             |
| Germania                   | 15 aprilie 2011 | CD single                                | Sony Music Entertainment |
| Regatul Unit               | 25 aprilie 2011 | Descărcare digitală (Femme Fatale Remix) | RCA Records              |
| Statele Unite ale Americii | 25 aprilie 2011 | Descărcare digitală (Femme Fatale Remix) | Jive Records             |